# Radio Deprimo
"Radio Deprimo" was een Vlaams komisch radioprogramma dat van 1983 tot en met 1986 op Radio 2 werd uitgezonden. De presentatie was in handen van Martin De Jonghe die er het typetje Vercruusse speelde.

## Geschiedenis
Vercruusse was een typetje dat Martin De Jonghe aanvankelijk in 1979 in het Radio 2-programma "Klaproosters" speelde. Vanwege zijn populariteit kreeg hij in 1983 zijn eigen radioprogramma: "Radio Deprimo".

## Radio Deprimo
"Radio Deprimo" was bedoeld als een fictieve radiozender vol sketches, gepresenteerd door Vercruusse. De show inspireerde drie elpees en vijf singles. De single "Vercruusse danst" stond 5 weken bovenaan "Joepie's Super Vlaamse Top 10" en "Krisislied" twee weken. In de Ariola Express-Humor-reeks verscheen in oktober 1993 en 2009 ook de cd "Vercruuse verzameld". 